# Phragmatobia japonica
Phragmatobia japonica är en fjärilsart som beskrevs av Rothschild 1910. Phragmatobia japonica ingår i släktet Phragmatobia och familjen björnspinnare. Inga underarter finns listade i Catalogue of Life.